# Norgesmesterskapet 1970
La Norgesmesterskapet 1970 di calcio fu la 65ª edizione del torneo. La squadra vincitrice fu lo Strømsgodset, che vinse la finale contro il Lyn Oslo con il punteggio di 4-2.

## Risultati

### Terzo turno
| Squadra 1       | Risultato      | Squadra 2    |
| --------------- | -------------- | ------------ |
| Askim           | 1 - 2          | Mjøndalen    |
| Skeid           | 2 – 1          | Nidelv       |
| Stabæk          | 1 – 0          | Mjølner      |
| Grue            | 2 - 6 (d.t.s.) | HamKam       |
| Raufoss         | 4 – 2          | Kvik         |
| Odd             | 0 - 2          | Lyn Oslo     |
| Kristiansund FK | 0 - 5          | Hødd         |
| Rosenborg       | 4 – 1          | Langevåg     |
| Ranheim         | 0 - 1          | Steinkjer    |
| Start           | 2 - 4          | Strømsgodset |
| Haugar          | 1 - 1 (d.t.s.) | Sandviken    |
| Brann           | 2 – 0          | Kopervik     |
| Lisleby         | 2 – 1          | Pors         |
| Brann           | 2 – 0          | Viking       |
| Fredrikstad     | 5 – 0          | Ready        |
| Drafn           | 2 - 3          | Gjøvik-Lyn   |

#### Ripetizione
| Squadra 1 | Risultato | Squadra 2 |
| --------- | --------- | --------- |
| Sandviken | 1 - 4     | Haugar    |

### Quarto turno
| Squadra 1    | Risultato      | Squadra 2   |
| ------------ | -------------- | ----------- |
| Lyn Oslo     | 2 – 1          | Haugar      |
| Strømsgodset | 2 – 1          | Raufoss     |
| Mjøndalen    | 1 - 1 (d.t.s.) | Skeid       |
| Gjøvik-Lyn   | 2 – 1          | Rosenborg   |
| HamKam       | 2 – 1          | Lisleby     |
| Brann        | 1 - 1 (d.t.s.) | Bryne       |
| Hødd         | 0 - 1 (d.t.s.) | Stabæk      |
| Steinkjer    | 3 – 1          | Fredrikstad |

#### Ripetizione
| Squadra 1                                          | Risultato      | Squadra 2 |
| -------------------------------------------------- | -------------- | --------- |
| Skeid                                              | 0 - 1          | Mjøndalen |
| Bryne                                              | 0 - 0 (d.t.s.) | Brann     |
| Seconda ripetizione sul campo neutro di Haugesund. |                |           |
| Brann                                              | 3 – 0          | Bryne     |

### Quarti di finale
| Squadra 1  | Risultato | Squadra 2    |
| ---------- | --------- | ------------ |
| Brann      | 0 - 2     | Lyn Oslo     |
| Gjøvik-Lyn | 0 - 3     | HamKam       |
| Stabæk     | 2 - 4     | Strømsgodset |
| Steinkjer  | 2 – 1     | Mjøndalen    |

### Semifinali
| Squadra 1    | Risultato      | Squadra 2 |
| ------------ | -------------- | --------- |
| Lyn Oslo     | 0 - 0 (d.t.s.) | Steinkjer |
| Strømsgodset | 7 – 0          | HamKam    |

#### Ripetizione
| Squadra 1 | Risultato | Squadra 2 |
| --------- | --------- | --------- |
| Steinkjer | 0 - 1     | Lyn Oslo  |

### Finale
| Arbitro: | Røed |

|                                                |           |                         |
| Presberg 30’ (rig.), 46’ I. Pettersen 67’, 69’ | Marcatori | 10’, 37’ Christophersen |

#### Formazioni
| Strømsgodset (4-2-4) |  |                       |     |
|                      |  |                       |     |
| POR                  |  | Inge Thun             | 86’ |
| DIF                  |  | Arild Mathisen        |     |
| DIF                  |  | Jan Kristiansen       |     |
| DIF                  |  | Tor Alsaker-Nøstdahl  |     |
| DIF                  |  | Erik Eriksen          |     |
| CEN                  |  | Odd Arild Amundsen    | 86’ |
| CEN                  |  | Egil Olsen            |     |
| ATT                  |  | Bjørn Odmar Andersen  |     |
| ATT                  |  | Steinar Pettersen     |     |
| ATT                  |  | Thorodd Presberg      |     |
| ATT                  |  | Ingar Pettersen       |     |
| A disposizione:      |  |                       |     |
| POR                  |  | Ole Johnny Friise     | 86’ |
| DIF                  |  | Per Rune Wølner       |     |
| CEN                  |  | Håvard Beckstrøm      | 86’ |
| CEN                  |  | Johnny Vidar Pedersen |     |
| ATT                  |  | Sverre Rørvik         |     |
| Allenatore:          |  |                       |     |
| Einar Larsen         |  |                       |     |

| Lyn Oslo (4-2-4) |  |                       |     |
|                  |  |                       |     |
| POR              |  | Svein Bjørn Olsen     |     |
| DIF              |  | Jan Rodvang           |     |
| DIF              |  | Helge Østvold         |     |
| DIF              |  | Tore Børrehaug        |     |
| DIF              |  | Knut Kolle            |     |
| CEN              |  | Arild Gulden          |     |
| CEN              |  | Andreas Morisbak      |     |
| ATT              |  | Ola Dybwad-Olsen      |     |
| ATT              |  | Sven Otto Birkeland   | 57’ |
| ATT              |  | Trygve Christophersen |     |
| ATT              |  | Jon Palmar Austnes    |     |
| A disposizione:  |  |                       |     |
| CEN              |  | Åsmund Sandland       | 57’ |
| Allenatore:      |  |                       |     |
| Per Mosgaard     |  |                       |     |